# Кошман, Игорь Сергеевич
Игорь Сергеевич Кошман (7 марта 1995, Кременчуг, Украина) — украинский футболист, полузащитник.

## Клубная карьера
Игорь Кошман родился в Кременчуге, где и начал делать первые шаги в большом футболе. В течение 2008—2012 годов защищал цвета местного «Кременя» в соревнованиях ДЮФЛ. Первые тренеры — Анатолий Безус и Александр Янковский.
Летом 2012 года перешёл в симферопольскую «Таврию». Выступал преимущественно за молодёжный и юношеский составы, в основной команде дебютировал 25 сентября 2013 года в матче 1/16 Кубка Украины против черкасского «Славутича». Дебют Кошмана в Премьер-лиге состоялся 28 марта 2014 года — в поединке против запорожского «Металлурга» он заменил на 59-й минуте Лучана Бурдужана.
После аннексии Крыма Россией и выхода «Таврии» из-под юрисдикции ФФУ, некоторое время находился в поисках нового клуба и в сентябре 2014 года заключил соглашение с донецким «Металлургом». Впрочем, пробиться в основной состав молодому полузащитнику сразу так и не удалось, поэтому он стал выступать за дублирующий состав команды.
17 февраля 2016 официально стал игроком харьковского «Металлиста». 18 апреля 2016 года главный тренер первой команды харьковчан «Александр Севидов» ушёл в отставку. Вслед за тренером пять игроков «основы» (Полянский, Приёмов, Касьянов, Ильющенков и Галенко) по подозрению в организации договорных матчей были отчислены из команды. На место Севидова был назначен тренер молодёжного состава Александр Призетко, под руководством которого дублёры харьковчан в десяти последних матчах одержали семь побед и трижды сыграли вничью, занимая после 22 туров чемпионата U-21 пятое место.
Перед дебютным матчем новый тренер, по собственным словам, «пытался перевернуть психологию команды», которая в двух последних турах пропустила 13 мячей. 23 апреля 2016 года в выездном матче «Металлиста» против днепродзержинской «Стали» в старте вышло четыре человека, а ещё трое — на замену из дублирующего состава. Сразу для четырёх игроков харьковчан этот матч стал дебютным. Для Сергея Наполова и Юрия Копыны — дебютным за первую команду «Металлиста» и первым в УПЛ, для Владислава Краева — первым в УПЛ, а для Игоря Кошмана — дебютным за «Металлист».
8 января 2021 года покинул «Львов».

## Достижения
«Нива» (Бузовая)
- Победитель Второй лиги Украины: 2022/23

## Статистика
| Соревнования                | Матчи | Количество забитых мячей |
| --------------------------- | ----- | ------------------------ |
| Премьер-лига Украины        | 18    | 0                        |
| Высшая лига Грузии          | 17    | 1                        |
| Премиум-Лига Эстонии        | 8     | 1                        |
| Высшая лига Словении        | 1     | 0                        |
| Кубок Украины               | 5     | 1                        |
| Первая лига Украины         | 60    | 3                        |
| Первая лига Грузии          | 2     | 1                        |
| Вторая лига Украины         | 4     | 0                        |
| Всего                       | 115   | 7                        |
| Премьер-лига (U-21) Украины | 73    | 6                        |
| Премьер-лига (U-19) Украины | 23    | 3                        |
| Всего                       | 96    | 9                        |
| Всего за карьеру            | 211   | 16                       |